# Tsimiroro
Tsimiroro est un important gisement pétrolier appartenant au bassin onshore de Morondava à Madagascar. On estime qu’il contient quelque 8 Gbbl de pétrole brut (en huile lourde). 
On trouve les hydrocarbures dans les formations d’Isalo et d’Amboloando. Le site est situé au sud du gisement de Bemolanga et au sud de la ville de Morafenobe.

## Sources
- Brochure Tsimiroro